# Lijst van schilderijen van Adriaen Coorte
Deze lijst geeft een overzicht van schilderijen van Adriaen Coorte, de 17e-eeuwse Hollandse meester. De meeste zijn kleine werken van olieverf op papier geplakt op paneeltjes met vruchten, maar er staan ook wel vogelstudies op zijn naam in de trant van Melchior d'Hondecoeter. Coorte is in de 20e eeuw weer bekend geworden om de poëzie die hij inspireerde honderden jaren na zijn dood bij zijn allereerste overzichtstentoonstelling in het Dordrechts Museum.
| Afbeelding | Titel                                                                                | Datering  | Collectie                                       | Inventarisnummer |
| ---------- | ------------------------------------------------------------------------------------ | --------- | ----------------------------------------------- | ---------------- |
|            | Vruchtenstilleven met perziken                                                       | 1680-1690 | particuliere kunstverzameling                   |                  |
|            | Pelikaan en eenden in een berglandschap                                              | 1683      | Ashmolean Museum                                | A813             |
|            | Hen met kuikens                                                                      | 1684      | particuliere kunstverzameling                   |                  |
|            | Eenden in een berglandschap                                                          | 1684      | George Kremer                                   |                  |
|            | Vruchten op een stenen tafel met landschap in de verte                               | 1685      | particuliere kunstverzameling                   |                  |
|            | Stilleven met abrikozen, kersen en een walnoot                                       | 1685      | particuliere kunstverzameling                   |                  |
|            | Stilleven met vruchten en asperges in een nis                                        | 1685      | particuliere kunstverzameling                   |                  |
|            | Aardbeien, asperges, kruisbessen en tafellaken op een stenen tafel                   | 1685      | particuliere kunstverzameling                   |                  |
|            | Aardbeien en rode bessen met een roemer op een marmer plint                          | 1685      | particuliere kunstverzameling                   |                  |
|            | Vanitasstilleven met schedel en zandloper                                            | 1686      | particuliere kunstverzameling                   |                  |
|            | Stilleven met hangende druiventros, twee mispels en een blauwtje                     | 1687      | particuliere kunstverzameling                   |                  |
|            | Vanitasstilleven in een nis                                                          | 1688      | Zeeuws Museum                                   | M 89-026         |
|            | Vruchtenstilleven met wijnrank                                                       | 1688      | particuliere kunstverzameling                   |                  |
|            | Stilleven met perzik en twee abrikozen                                               | 1692      | particuliere kunstverzameling                   |                  |
|            | Kruisbessen op een stenen tafel                                                      | 1693      | Gemäldegalerie Alte Meister                     |                  |
|            | Stilleven met pot met aardbeien                                                      | 1693      | particuliere kunstverzameling                   |                  |
|            | Stilleven met drie mispels en een vlinder                                            | 1694      | particuliere kunstverzameling                   |                  |
|            | Stilleven met asperges en artisjok                                                   | 1694      | Kurpfälzisches Museum                           | 2575             |
|            | Drie perziken op een stenen blad, een vlinder erboven                                | 1695      | particuliere kunstverzameling                   |                  |
|            | Stilleven van vruchten op een hardstenen tafel                                       | 1695      | particuliere kunstverzameling                   |                  |
|            | Stilleven met twee perziken                                                          | 1696      | particuliere kunstverzameling                   |                  |
|            | Stilleven met vijf schelpen op een stenen tafel                                      | 1696      | Louvre                                          | RF 1970-53       |
|            | Stilleven met een kom met aardbeien en een takje met kruisbessen                     | 1696      | particuliere kunstverzameling                   |                  |
|            | Stilleven van Lambertsnoten op een stenen tafel                                      | 1696      | Ashmolean Museum                                | A545             |
|            | Stilleven met perziken en abrikozen                                                  | 1696      | particuliere kunstverzameling                   |                  |
|            | Stilleven met zes schelpen op een stenen tafel                                       | 1696      | Louvre                                          | RF 1970-54       |
|            | Stilleven met bundel asperges en takje met rode aalbessen                            | 1696      | particuliere kunstverzameling                   |                  |
|            | Stilleven met pot met aardbeien en takje kruisbessen                                 | 1696      | particuliere kunstverzameling                   |                  |
|            | Stilleven met een bundel asperges en een takje met aalbessen                         | 1696      | National Gallery of Art                         | 2002.122.1       |
|            | Een bakje aardbeien op een stenen plint                                              | 1696      | Rijksmuseum Amsterdam                           | SK-C-1687        |
|            | Aardbeien in een aardewerken pot op een stenen blad                                  | 1697      | Hermitage                                       | ГЭ-2942          |
|            | Schelpenstilleven met een vaasje bloemen                                             | 1697      | particuliere kunstverzameling                   |                  |
|            | Stilleven met een pekelharing, een broodje, een ui en een glas met bier              | 1697      | particuliere kunstverzameling                   |                  |
|            | Stilleven van vier schelpen op een stenen tafelblad                                  | 1697      | particuliere kunstverzameling                   |                  |
|            | Stilleven met asperges                                                               | 1697      | Rijksmuseum Amsterdam                           | SK-A-2099        |
|            | Stilleven met schelpen op een stenen plint                                           | 1698      | particuliere kunstverzameling                   |                  |
|            | Q21169745                                                                            | 1698      | particuliere kunstverzameling                   |                  |
|            | Asperges, kruisbessen en kom met aardbeien op een stenen tafel                       | 1698      | Dordrechts Museum                               | DM/973/469       |
|            | Stilleven met zwarte bessen                                                          | 1698      | particuliere kunstverzameling                   |                  |
|            | Schelpen op een stenen plint                                                         | 1698      | Eijk and Rose-Marie van Otterloo Collectie      |                  |
|            | Vier abrikozen op een stenen plint                                                   | 1698      | Rijksmuseum Amsterdam                           | SK-C-1688        |
|            | Bundel asperges op een stenen tafel                                                  | 1699      | Ashmolean Museum                                | A546             |
|            | Asperges, kruisbessen en aardbeien in een venster, met zicht op een boom met een hop | 1699      | particuliere kunstverzameling                   |                  |
|            | Een takje kruisbessen op een stenen plint                                            | 1699      | Rijksmuseum Amsterdam                           | SK-C-1689        |
|            | Stilleven met pot met aardbeien en een vlinder                                       | 1700-1710 | particuliere kunstverzameling                   |                  |
|            | Stilleven met kom met aardbeien en takje en losse aardbeien op stenen tafel          | 1700-1710 | particuliere kunstverzameling                   |                  |
|            | Takje kruisbessen op een stenen plint                                                | 1700      | particuliere kunstverzameling                   |                  |
|            | Aardbeien op een stenen plint                                                        | 1700      | particuliere kunstverzameling                   |                  |
|            | Stilleven met kruisbessen                                                            | 1700      | particuliere kunstverzameling                   |                  |
|            | Kruisbessen                                                                          | 1701      | Cleveland Museum of Art                         | 1987.32          |
|            | Stilleven van twee walnoten op een stenen tafel                                      | 1702      | Szépművészeti Múzeum                            | 75.9             |
|            | Takje met kruisbessen op een stenen tafel                                            | 1702      | Chi-Mei Museum                                  | A546             |
|            | Stilleven met een kom aardbeien, kruisbessen en een bundel asperges op een tafel     | 1703      | particuliere kunstverzameling                   |                  |
|            | Stilleven met asperges, kruisbessen, kom met aardbeien en andere vruchten in een nis | 1703      | Koninklijk Museum voor Schone Kunsten Antwerpen | 5025             |
|            | Stilleven met een bundel asperges                                                    | 1703      | Fitzwilliam Museum                              | 2575             |
|            | Stilleven van aardbeien op een stenen tafel                                          | 1704      | particuliere kunstverzameling                   |                  |
|            | Een Wan Li-kom met aardbeien                                                         | 1704      | Los Angeles County Museum of Art                | M.2009.106.5     |
|            | Stilleven van vijf abrikozen op een stenen tafel                                     | 1704      | Mauritshuis                                     | 1154             |
|            | Stilleven van kastanjes op een stenen tafel                                          | 1705      | particuliere kunstverzameling                   |                  |
|            | Takje met rijpe kruisbessen op een stenen tafel                                      | 1705      | particuliere kunstverzameling                   |                  |
|            | Takje met groene kruisbessen op een stenen tafel                                     | 1705      | particuliere kunstverzameling                   |                  |
|            | Drie perziken op een stenen plint                                                    | 1705      | Rijksmuseum Amsterdam                           | SK-C-1690        |
|            | Stilleven met aardbeien                                                              | 1705      | Mauritshuis                                     | 1106             |
|            | Druiventros                                                                          | 1705      | Museum Boijmans Van Beuningen                   | St 118           |